# Búcsú a fegyverektől (film, 1932)
A Búcsú a fegyverektől (eredeti címe: A Farewell to Arms) egy 1932-es amerikai romantikus dráma, melyet Frank Borzage rendezett és a főszereplők Helen Hayes, Gary Cooper és Adolphe Menjou. A film Ernest Hemingway önéletrajzi ihletésű, első világháborús, azonos című regénye alapján készült, mely az első filmadaptáció volt.

## Történet
Az első világháború olaszországi frontján játszódik a film. A fiatal amerikai Frederic Henry hadnagy mentősofőrként szolgál, de maga is megsebesül és így kerül kapcsolatba a vöröskeresztnél szolgáló Catherine Barkley angol ápolónővel, akibe halálosan beleszeret.

## Szereposztás
| Szerep                 | Színész           | Magyar hangja (1. szinkron) |
| ---------------------- | ----------------- | --------------------------- |
| Catherine Barkley      | Helen Hayes       | Málnai Zsuzsa               |
| Frederic Henry hadnagy | Gary Cooper       | Csuja Imre                  |
| Rinaldi őrnagy         | Adolphe Menjou    | Cs. Németh Lajos            |
| Helen Ferguson         | Mary Philips      | ?                           |
| Pap                    | Jack La Rue       | ?                           |
| Főnővér                | Blanche Friderici | ?                           |
| Miss Van Campen        | Mary Forbes       | ?                           |
| Brit őrnagy            | Gilbert Emery     | ?                           |

- További magyar hangok: Gyimesi Pálma, Kassai Ilona, Kéry Gyula, Palóczy Frigyes, Póka Éva, Szerémi Zoltán

## A film fogadtatása
A kritikusok jól fogadták a filmet négy Oscar jelölésből két Oscar-díjat kapott és ez volt az év egyik legnagyobb kasszasikere.

## Díjak, jelölések
- Oscar-díj (1934)[4]
  - díj: legjobb operatőr – Charles Lang
  - díj: legjobb hang
  - jelölés: legjobb film – Paramount Pictures
  - jelölés: legjobb látványtervezés - : Roland Anderson, Hans Dreier